# 苦榄岩

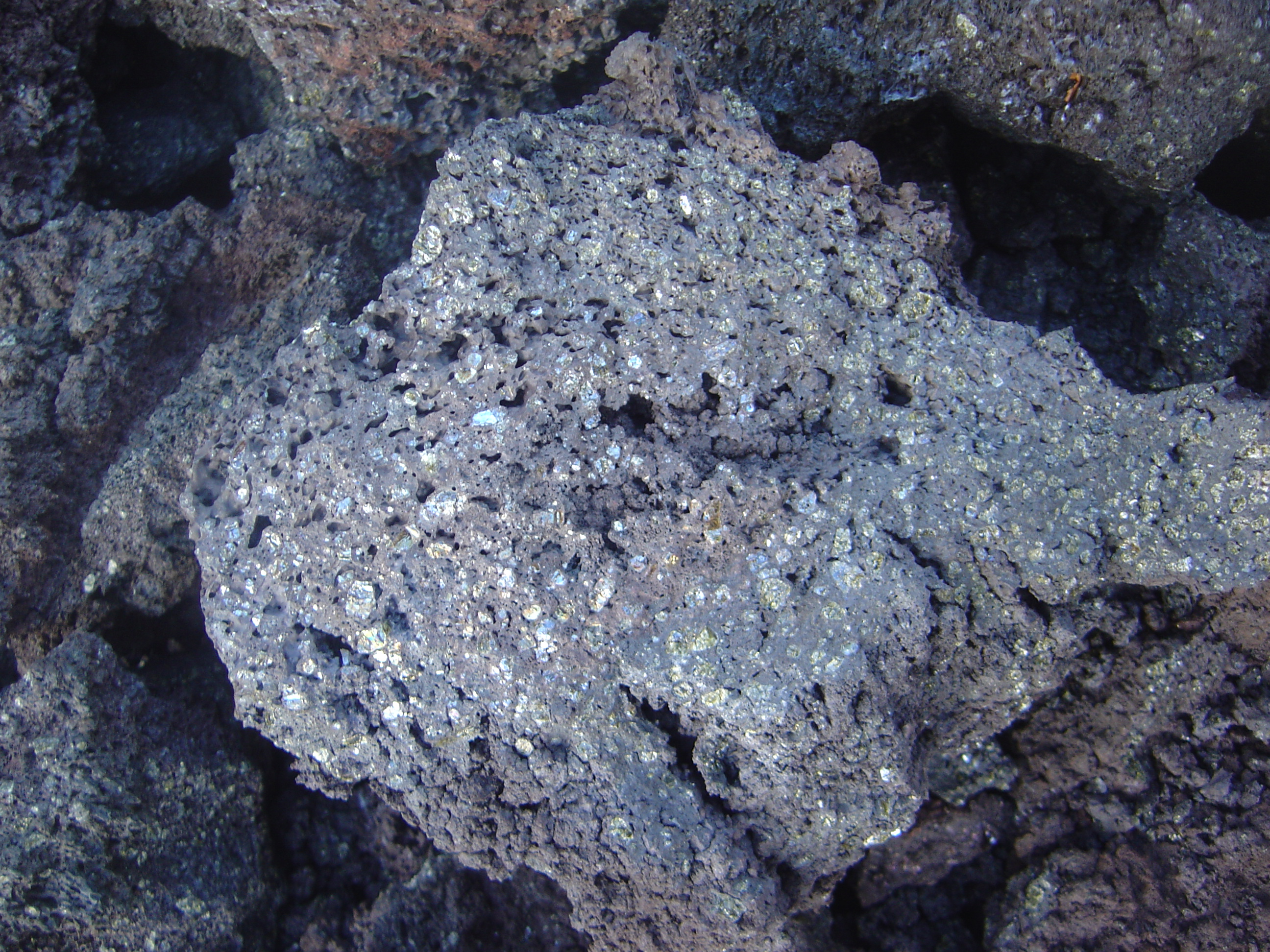
大洋岩，一种苦榄岩

苦榄岩是一种火成岩，镁含量较高，主要由橄榄石和辉石组成，橄榄石要大于30%，辉石少于40%，有时含有一些长石，但要少于10%。含有橄榄石比例大的苦榄岩由于颜色发绿色和蓝色，也被称为“大洋石”。
苦榄岩是一种喷出岩，有粒状结构，含有钛，可以形成钛铁矿、磁铁矿和磷灰石等。
夏威夷岛的基拉韦厄火山喷出的岩浆会形成大洋岩，其他火山在火山口中也会形成大洋岩。
大洋岩的名称首先是由拉克罗瓦提出的，是用在橄榄石超过50%的苦榄岩，主要指夏威夷岛和留尼旺岛的火山喷出岩。

## 应用
苦榄岩由于其高耐火性能，高熔化温度，可以应用于翻砂铸造和制造耐火材料。